# IDOL
IDOL (pour Independent Distribution OnLine) est une entreprise française spécialisée dans la distribution numérique de musique, fondée à Paris en février 2006 par Pascal Bittard. Elle accompagne les labels et artistes indépendants dans la gestion et la diffusion de leurs catalogues sur les plateformes telles que Spotify, Apple Music, Deezer, Qobuz, YouTube, tout en proposant sa propre technologie maison, Labelcamp, une plateforme SaaS utilisée également par des clients tiers.

## Histoire
Tout commence en 2006, quand Pascal Bittard lance IDOL avec une ambition claire : proposer une alternative indépendante aux majors, en misant sur la tech, l’expertise métier et la transparence. Dès 2007, IDOL devient le distributeur numérique de référence pour des labels comme Atmosphériques, Dreyfus Jazz ou encore Kitsuné Musique,. En 2009, l’entreprise innove avec le lancement de Labelcamp, un outil inédit à l’époque, permettant aux labels de suivre en temps réel la performance de leur distribution numérique.
À partir de 2014, IDOL entame son déploiement international avec l’ouverture d’un bureau à Londres, suivi d’un partenariat avec PIAS en 2015 pour la distribution physique en France. En 2016, la société traverse l’Atlantique et s’installe aux États-Unis, avec des bureaux à New York, Nashville et Los Angeles. L’année suivante, elle ouvre une antenne à Johannesburg, consolidant ainsi sa présence sur le continent africain,. En 2018, IDOL fait figure de précurseur enmilitant , aux côtés de Deezer, pour le modèle user-centric, qui redéfinit la manière de rémunérer les artistes en fonction de l’écoute réelle des utilisateurs,.
Entre 2019 et 2024, l’entreprise obtient et conserve le prestigieux statut de « partenaire privilégié » auprès des géants du streaming que sont Apple Music, Spotify et YouTube,,,,,. En 2020, IDOL poursuit sa croissance avec l’ouverture d’un bureau à Berlin et le lancement de Getup, une plateforme hybride entre site de playlists et média musical éditorialisé. En 2023 et 2024, Pascal Bittard est reconnu par Billboard parmi les 100 personnalités les plus influentes du secteur musical international,. Et en 2025, IDOL est nommé Distributeur de l’année aux Libera Awards, une consécration pour ce champion indépendant de la musique numérique,.

## Activités
IDOL accompagne les labels et artistes indépendants en leur proposant des services sur mesure de distribution numérique et de marketing. Le catalogue de l’entreprise rassemble des collaborations avec des labels de renom comme Erased Tapes, Fire Records, City Slang, Mexican Summer, Glitterbeat, Gondwana, Kitsuné, Local Action, Soundway, SRD ou encore Ubisoft,,. À travers ces partenariats, IDOL assure la distribution d’artistes tels que Four Tet, Caribou, L’Impératrice, Jessica Pratt, Hania Rani, Kiasmos, Rone ou encore Rim’K,.
L’entreprise collabore également en direct avec des artistes entrepreneurs, à l’image de Erick The Architect, TOKiMONSTA, La Femme, Yemi Alade, Étienne de Crécy ou Ibrahim Maalouf,,.
Côté technologie, IDOL propose Labelcamp, une plateforme SaaS regroupant des outils de logistique digitale, de marketing et de data analytics. Accessible via API, elle est utilisée par plusieurs distributeurs et labels comme PIAS Group, Because Music ou Ditto Music,,.
En 2024, IDOL compte environ 70 collaborateurs répartis entre ses bureaux de Paris, Londres, Berlin, New York, Johannesburg, et ses représentations à Los Angeles et Nashville,.

## Note
1. 1 2  « Musique : Idol, l'autre succès français de la distribution numérique », Les Echos,‎ 16 juin 2021 (lire en ligne [archive du 5 décembre 2023], consulté le 2 juillet 2025)
2. ↑  Andre Paine, « Spotlight: Pascal Bittard, Founder and President, IDOL », sur Music Week, 18 mars 2025 (consulté le 20 juin 2025)
3. ↑  (en-US) « ‘Fake streams are nothing new, but the recordings business is only just waking up to the scale of the practice.’ », sur Music Business Worldwide, 20 mars 2023 (consulté le 20 juin 2025)
4. ↑  (en) « Republic Of Music affiliates with distribution management platform Labelcamp », sur www.musicweek.com (consulté le 20 juin 2025)
5. ↑  (en-US) « French digital distributor IDOL lands in UK market », sur Music Business Worldwide, 11 mai 2015 (consulté le 20 juin 2025)
6. ↑  (en-US) « IDOL hires Sean Maxson as General Manager for North America », sur Music Business Worldwide, 13 février 2018 (consulté le 20 juin 2025)
7. ↑  « 5 questions à Thibaut Mullings - Idol Africa », sur Music In Africa, 29 novembre 2017 (consulté le 20 juin 2025)
8. ↑  « « Le user centric va dans le sens de l’histoire » (Pascal Bittard, IDOL) », sur News Tank Culture (consulté le 20 juin 2025)
9. ↑  (en-GB) Stuart Dredge, « Deezer steps up its efforts to introduce user-centric payments », sur Music Ally, 11 septembre 2019 (consulté le 20 juin 2025)
10. ↑  (en-US) Paul Resnikoff, « Two Names Added to Spotify's 'Recommended Delivery Platforms' List », sur Digital Music News, 29 mars 2019 (consulté le 20 juin 2025)
11. ↑  (en) « Apple Music Preferred Distributors - Apple Music Provider Support », sur itunespartner.apple.com (consulté le 20 juin 2025)
12. ↑  (en) « Provider Directory – Spotify for Artists », sur artists.spotify.com (consulté le 20 juin 2025)
13. ↑  Ulysse Hennessy, « Le professionnel du mois : Pascal Bittard », sur Billboard France, 25 février 2022 (consulté le 20 juin 2025)
14. ↑  (en) « YouTube Services Directory | IDOL », sur YouTube Services Directory (consulté le 20 juin 2025)
15. ↑  (en-US) Ashley King, « Spotify's 'Preferred Distributor' List Now Includes 23 Companies », sur Digital Music News, 3 février 2023 (consulté le 20 juin 2025)
16. ↑  (en-US) « IDOL hires Marit Posch as General Manager Germany », sur Music Business Worldwide, 22 juin 2020 (consulté le 20 juin 2025)
17. ↑  « Getup : Le nouveau site de playlists lancé par le distributeur numérique IDOL », sur SOCIAL MUSIC CAFÉ, 24 avril 2020 (consulté le 20 juin 2025)
18. ↑  (en-US) Thom Duffy, « Billboard’s 2023 International Power Players Revealed », sur Billboard, 25 avril 2023 (consulté le 20 juin 2025)
19. ↑  (en-US) Thom Duffy, « Billboard’s 2024 International Power Players Revealed », sur Billboard, 29 avril 2024 (consulté le 20 juin 2025)
20. ↑  (en-US) Paul Grein, « Shaboozey, Waxahatchee & More Lead 2025 Libera Awards Nominations: Full List », sur Billboard, 19 mars 2025 (consulté le 20 juin 2025)
21. ↑  (en-US) « 2025 Nominees », sur Libera Awards (consulté le 20 juin 2025)
22. ↑  « Musique en ligne : une pépite française nommée Idol », sur lejdd.fr, 10 mars 2020 (consulté le 2 juillet 2025)
23. ↑  (en) « IDOL signs up Fire Records to label services partnership », sur www.musicweek.com (consulté le 2 juillet 2025)
24. 1 2  (en) « IDOL teams with Tokimonsta's Young Art Records on distribution and label services », sur www.musicweek.com (consulté le 2 juillet 2025)
25. ↑  (en) « ⏩ One Liners - music business news in brief: IDOL inks deal with Berlin’s City Slang; appointments at Third Side, Pulse Music Group, Sony Music Publishing Scandinavia; LabelRadar launches Artist Network, AppFigures data shows Bluesky booming », sur CMU | the music business explained, 5 septembre 2024 (consulté le 2 juillet 2025)
26. ↑  (en) « IDOL signs global label deals with Mexican Summer and Dom Recs », sur www.musicweek.com (consulté le 2 juillet 2025)
27. ↑  (en-GB) Eamonn Forde, « Behind The Campaign: L’Impératrice », sur Music Ally, 17 juin 2021 (consulté le 2 juillet 2025)
28. ↑  (en-US) Bwetunge Ivan, « IDOL Expands Global Artist Services with Yemi Alade and Afro B », sur Now Then Digital, 25 juillet 2023 (consulté le 2 juillet 2025)
29. ↑  (en-GB) « IDOL signs US hip-hop trailblazer Erick the Architect, confirms 2024 debut solo album », sur The Independent Music Insider (consulté le 2 juillet 2025)
30. ↑  (en) « Republic Of Music affiliates with distribution management platform Labelcamp », sur www.musicweek.com (consulté le 2 juillet 2025)
31. ↑  « Page 2 | Best Music Distribution Services for Cloud of 2025 - Reviews & Comparison », sur sourceforge.net (consulté le 2 juillet 2025)
32. ↑  « Record of the Day - In tune. Informed. Indispensable », sur www.recordoftheday.com (consulté le 2 juillet 2025)
33. ↑  (en) « YouTube Services Directory | IDOL », sur YouTube Services Directory | IDOL (consulté le 2 juillet 2025)
34. ↑  (en-GB) « IDOL inks two North American deals, appoints US Label Manager », sur The Independent Music Insider (consulté le 2 juillet 2025)